# Swede Patch 2000
Hagström Swede Patch 2000 — перший гібрид гітари та синтезатора. Він був виготовлений Hagström у співпраці з Ampeg. Гітара схожа на звичайну гітару Hagström Swede, але гриф спеціально підключений для передачі вхідного сигналу на синтезатор, коли струни стикаються з ладами. Це дає гравцеві можливість грати на інструменті як на гітарі, як на синтезаторі або як комбінацію обох.

## Розробка
Підготовка до розробки почалася в 1975 році, коли дванадцять гітар повинні були бути закінчені для музичного з'їзду. У квітні того ж року Гаґстрем отримав від Ampeg перші електронні схеми, які вставили в корпус гітари. Він міг перемикатися між традиційним звуком гітари та звуком синтезатора, і був оснащений двома вихідними сигналами.
У режимі синтезатора електроніка генерувала б сигнал, коли струна утворювала електричний контакт із ладом. Якщо були виявлені одночасні контакти, електроніка вибирала найвищий лад і найнижчу струну серед ладових нот.